# Atomicité (économie)
Pour les articles homonymes, voir Atomicité.
L'atomicité ou atomisation est en économie un terme qui désigne un marché où les offreurs et/ou demandeurs sont si nombreux et petits relativement à la taille du marché qu'une décision individuelle de leur part est sans effets sur le reste des agents y étant présents. Ce n'est pas le cas dans un monopole ou monopsone, où les agents qui lui sont opposés sont alors preneurs de prix ou price taker (comme le marché des parfums). C'est la raison pour laquelle l'atomicité est une des hypothèses fondamentales de la concurrence pure et parfaite.
Si elle n'est pas respectée, le marché est alors en concurrence imparfaite et peut prendre plusieurs autres formes. Si elle est respectée, le marché de la concurrence pure et parfaite (CPP) est à son paroxysme.